# Belisarius
Flavius Belisarius of ook Belisarios (Grieks: Βελισάριος) (505-565) was naar alle waarschijnlijk de grootste generaal van het Oost-Romeinse Rijk. In opdracht van keizer Justinianus I heroverde hij een groot deel van het vroegere West-Romeinse Rijk.

## Jonge jaren
Belisarius die mogelijk van Thracische of Griekse afkomst was, diende bij de Scholae palatinae (lijfwacht) van keizer Justinus I. Na diens dood werd hij door de nieuwe keizer Justinianus I aangesteld om het leger in het oosten aan te voeren dat een aanval van het binnengevallen Sassanidische rijk moest afslaan. Zijn voorganger had een zware nederlaag geleden. Hij ontpopte zich vooral in 530 in de Slag bij Dara als een zeer kundig en effectief commandant. Tegen deze Perzische overmacht wist hij een grote overwinning te behalen. Een jaar later echter leed Belisarius in de Slag bij Callinicum aan de Eufraat een kleine nederlaag. Deze 'Iberische oorlog' werd beëindigd met een zogenaamde "Eeuwige vrede" waar de Byzantijnen in ruil voor vrede toezegden een eenmalige tribuut aan de Perzen te zullen betalen. Uit dankbaarheid voor zijn verdiensten benoemde Justinianus Belisarius tot hoofd van zijn lijfwacht.
Door de vrede aan de oostelijke grens had de keizer de handen vrij om zijn aandacht aan het westen, waarover hij in naam het keizerlijke gezag voerde, maar dat de facto regeert werd door krijgsheren of Barbaarse vorsten, te wijden. Maar voordat Justinianus hieraan kon beginnen werd hij bijna van de troon gestoten door het Nika-oproer. Er werd zelfs al een nieuwe keizer benoemd door de opstandelingen. Justinianus raakte in paniek maar zijn krachtdadige vrouw, keizerin Theodora wilde van geen wijken weten. In samenwerking met Belisarius wist ze deze opstand neer te slaan waarbij 30.000 doden zouden zijn gevallen onder de oproerkraaiers.

## Herovering van het Westen
Nadat het in Constantinopel weer rustig was werd Belisarius naar Noord-Afrika gestuurd om af te rekenen met de Vandalen. In een paar bliksemcampagnes werden deze overtuigend verslagen, hoewel het nog verscheidene jaren duurde tot al hun gebieden de Byzantijnen als de nieuwe heersers erkenden. Vervolgens werden de Ostrogoten van Italië onder handen genomen. Dit was een hardere noot om te kraken en de Gotische Oorlog duurde bijna twintig jaar voordat de Goten de strijd eindelijk opgaven. Dit werd bereikt door Belisarius' "collega" generaal Narses. Een reden waarom de strijd zo lang duurde was dat in het begin van de 'Gotische Oorlog' de snel oprukkende Belisarius de kroon van het Gotische rijk werd aangeboden door de in het nauw gedreven Goten. Belisarius weigerde weliswaar maar toen Justinianus dit ter ore kwam werd deze nogal wantrouwend tegenover zijn populaire generaal. Justinianus begon hem steeds minder middelen en troepen te sturen om de campagne snel tot een einde te kunnen brengen. Waarschijnlijk was de jaloerse Justinianus bang dat de inmiddels heel populaire generaal hem weleens van de troon kon stoten als hij een tè machtig leger achter zich had. Het zou niet de eerste keer zijn in de geschiedenis van het Romeinse Rijk dat een succesvolle generaal de zittende keizer terzijde schoof en zelf plaats nam op de troon. Ten slotte werd Belisarius teruggeroepen naar Constantinopel en kreeg Narses het bevel over de campagne in Italië en omdat deze wel de nodige extra troepen kreeg, wist die de Goten snel tot overgave te dwingen.

## Latere jaren
Belisarius werd, op beschuldiging van onbetrouwbaarheid door zijn vroegere secretaris Procopius van Caesarea, veroordeeld tot de gevangenis. Maar door de vele fronten waarop strijd werd gevoerd – onder andere waren de Sassanidische Perzen weer op het oorlogspad –, waren de noordelijke grensforten aan de Donau sterk onderbemand omdat het merendeel van de grenstroepen elders ingezet werd. Toen Slavische stammen over de grens dat in de gaten kregen, grepen die deze kans, en al snel werd de Balkan overspoeld door plunderende Slaven die betrekkelijk ongehinderd de grens overstaken. Justinianus was gedwongen zijn oude generaal weer vrij te laten om het lamgeslagen leger te reorganiseren en de verdediging op poten te zetten. Belisarius slaagde daar wonderwel in en wist de Slaven weer terug te drijven na de Slag bij Melantias. Justinianus was daar toch wel dankbaar voor en herstelde Belisarius in zijn oude positie. Kort daarop stierven de inmiddels bejaarde keizer en zijn generaal, waarmee hij zo lang een haat-liefdeverhouding had, kort na elkaar.
Belisarius is heden ten dage buiten geschiedkundige kringen niet erg bekend, maar dat is meer te wijten aan het gebrek aan (populaire) interesse voor Byzantijnse geschiedenis dan aan zijn kwaliteiten en onkreukbare staat van dienst, welke door vrijwel niemand wordt geëvenaard.

## Overzicht militaire campagnes
- Iberische oorlog (526-532) tegen de Sassanidische koning Kavad I
- Nika-oproer (532)
- Vandaalse Oorlog (533-534) betekent het einde van het Vandaalse Rijk
- Gotische Oorlog (535-554) betekent het einde van het Ostrogotische Rijk
- Beleg van Antiochië (540) en Nisibis (541) tegen de Sassanidische koning Khusro I
- Gepidenoorlog (549-567) betekent het einde van het Gepidenrijk en het begin van het Longobardische Rijk en het Avaarse Rijk.

## Belisarius in fictie
De figuur van de trouwe en onkreukbare Belisarius heeft veel schrijvers aangesproken, zoals Robert Graves die een geromantiseerd boek over zijn leven schreef (1938). In de zeventiende eeuw verschenen toneelstukken over zijn tragische conflict met keizer Justinianus in Spanje (El ejemplo mayor de la desdicha, 1632 door Antonio Mira de Amescua), in Frankrijk (Le Bélissaire, 1644 door Jean Rotrou) en in de Nederlanden (Den Grooten Bellizarius, 1658 door Claude de Grieck). De roman Belisaire uit 1767 van Jean-François Marmontel leidde zowel in Frankrijk als in Nederland tot veel discussie onder theologen en in Frankrijk zelfs tot een verbod op het boek. In de 19e eeuw is er zelfs een opera aan hem gewijd: Belisario van Gaetano Donizetti. In sommige sciencefictionverhalen treedt Belisarius ook op. Bekend is de verhalencyclus (1998-2006) van David Drake waarin Belisarius de hoofdpersoon is die zelfs met buitenaardse wezens te maken krijgt. De bekendste SF-roman in dezen is wellicht Lest darkness fall (1939) van L. Sprague de Camp waarin een tijdreiziger in 'Gotisch Italië' belandt en daar de antieke beschaving probeert te redden van de verwoestende Gotische oorlogen. Aanvankelijk is Belisarius zijn galante en ridderlijke tegenstander, maar ten slotte weet hij Belisarius voor zich te winnen zodat deze bij hem in dienst treedt.